# Jerzy Stawicki

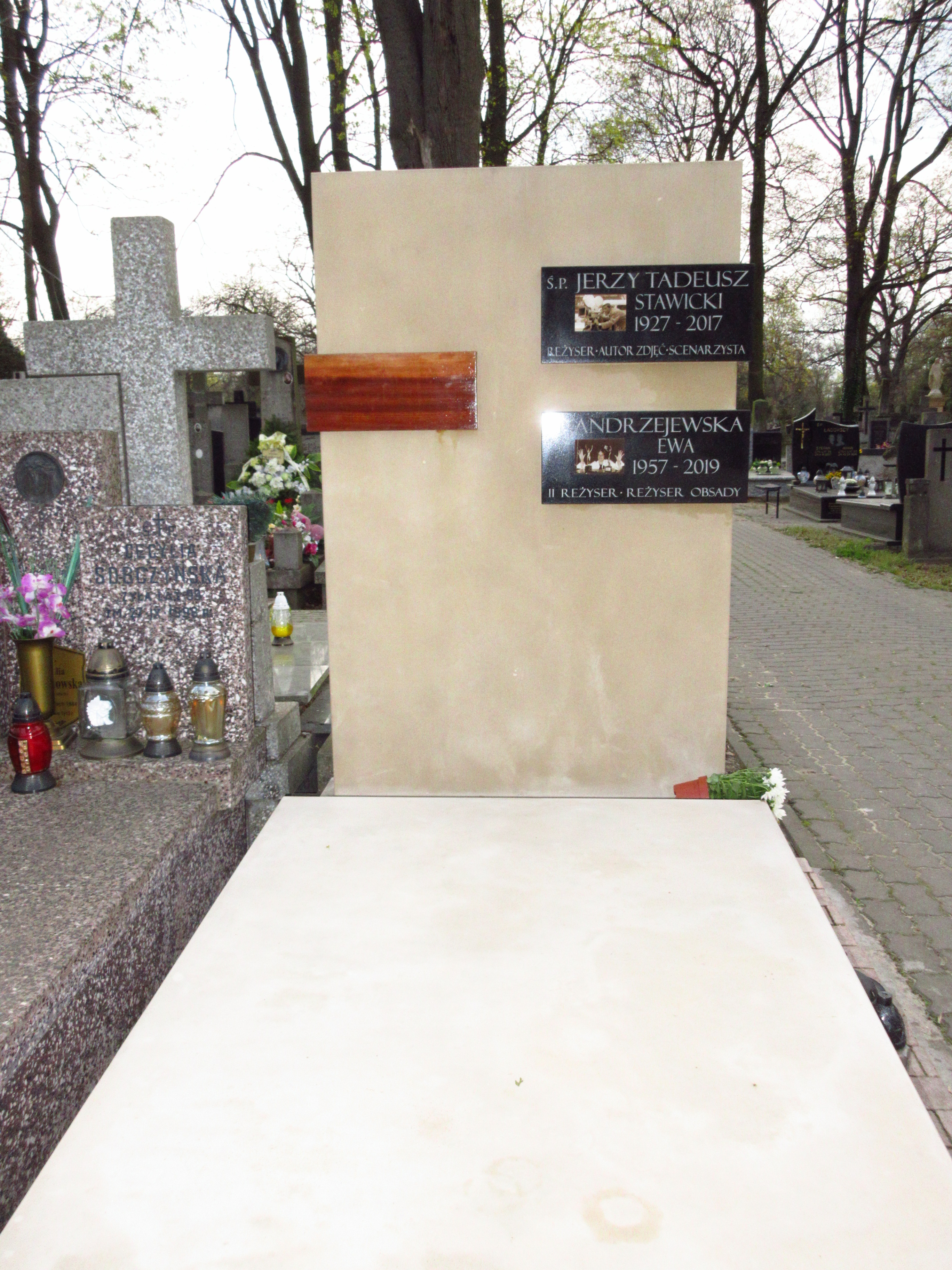
Grób Jerzego Stawickiego i Ewy Andrzejewskiej na cmentarzu Bródnowskim

Jerzy Stawicki (ur. 30 maja 1927 w Warszawie, zm. 1 marca 2017 tamże) – polski operator filmowy.

## Życiorys
Był absolwentem wydziału operatorskiego PWSF w Łodzi (dyplom uzyskał w 1964). Pracę w branży filmowej zaczynał w połowie lat 50. Był operatorem kamery przy realizacji filmów: Rancho Texas (1958), Dwoje z wielkiej rzeki (1958), Biały niedźwiedź (1959) oraz Do widzenia, do jutra (1960). W 1957 był drugim operatorem przy filmie Ewa chce spać, reżyserskim debiucie Tadeusza Chmielewskiego. W 1960 zadebiutował jako samodzielny operator w kolejnym filmie Chmielewskiego pt. Walet pikowy. Od tej pory współpracował z Chmielewskim nieprzerwanie będąc autorem zdjęć do wszystkich jego filmów (z wyjątkiem komedii Nie lubię poniedziałku). Wielokrotnie pracował także ze Stanisławem Lenartowiczem i Sylwestrem Chęcińskim (m.in. przy kultowych filmach: Wielki Szu (1982) i Rozmowy kontrolowane (1991)). Z zawodu wycofał się w 1991 roku.
Zmarł 1 marca 2017 w wieku 89 lat. 10 marca został pochowany w grobie rodzinnym na cmentarzu Bródnowskim w Warszawie (kwatera 4D-5-32).

## Życie prywatne
Jego żoną była reżyser Ewa Andrzejewska.

## Filmografia
- Walet pikowy (1960; reż. Tadeusz Chmielewski)
- Dwaj panowie N (1961; reż. T. Chmielewski)
- Gdzie jest generał... (1963; reż. T. Chmielewski)
- Rachunek sumienia (1964; reż. Julian Dziedzina)
- Przyjaciel (1965; reż. on sam wspólnie z Markiem Nowickim)
- Profesor Zazul (1965; reż. on sam wspólnie z Markiem Nowickim)
- Pieczone gołąbki (1966; reż. T. Chmielewski)
- Cała naprzód (1966; reż. Stanisław Lenartowicz)
- Poczmistrz (1967; reż. S. Lenartowicz)
- Zabijaka (1967; reż. S. Lenartowicz)
- Upiór (1967; reż. S. Lenartowicz)
- Fatalista (1967; reż. S. Lenartowicz)
- Ostatni po Bogu (1968; reż. Paweł Komorowski)
- Jak rozpętałem drugą wojnę światową (1969; reż. T. Chmielewski)
- Martwa fala (1970; reż. S. Lenartowicz)
- Pierwsza miłość (1971; reż. Sylwester Chęciński)
- Nos (1971; reż. S. Lenartowicz)
- Aktorka (1971; reż. S. Lenartowicz)
- Diament radży (1971; reż. S. Chęciński)
- Milion za Laurę (1971; reż. Hieronim Przybył)
- Opętanie (1972; reż. S. Lenartowicz)
- Teraz i w każdą godzinę (1972; reż. Hubert Drapella)
- Zniszczyć pirata (1972; reż. H. Drapella)
- To ja zabiłem (1974; reż. S. Lenartowicz)
- Wiosna panie sierżancie (1974; reż. T. Chmielewski)
- Żelazna obroża (1975; reż. S. Lenartowicz)
- A jeśli będzie jesień (1976; reż. Henryk T. Czarnecki)
- Znak orła (1977; serial TV; reż. H. Drapella)
- Wśród nocnej ciszy (1978; reż. T. Chmielewski)
- Śnić we śnie (1979; reż. Janusz Nasfeter)
- Strachy (1979; serial TV; reż. S. Lenartowicz)
- Przyjaciele (1979; serial TV; reż. Andrzej Kostenko)
- Wielki Szu (1982; reż. S. Chęciński)
- Wierna rzeka (1983; reż. T. Chmielewski)
- Szkoda twoich łez (1983; reż. S. Lenartowicz)
- Jeździec na siwym koniu (1984; film prod. niemieckiej)
- Stanisław i Anna (1985; reż. Kazimierz Konrad i Piotr Stefaniak)
- Porwanie (1985; reż. Stanisław Jędryka)
- Cudzoziemka (1986; reż. Ryszard Ber)
- Żelazną ręką (1989; reż. R. Ber)
- Kanclerz (1989; serial TV; reż. R. Ber)
- Kapitan Conrad (1990; reż. A. Kostenko)
- Rozmowy kontrolowane (1991; reż. S. Chęciński)